# محرر اللغة الحساسة
 محرر اللغة الحساسة (LSE) أختصار لـ Language-Sensitive Editor هو محرر لنظام تشغيل الذاكرة الافتراضية المفتوحة. ويتم تنفيذة باستخدام أداة معالجة النصوص (TPU).

## وصلات خارجية
- محرر اللغة الحساسة الرقمي/محلل الكود المصدري لدليل مراجع نظام الذاكرة الافتراضية المفتوحة نسخة محفوظة 28 يوليو 2012 على موقع واي باك مشين.